# Kleinhegnach
Kleinhegnach ist ein dem Stadtteil Neustadt an der Rems der Stadt Waiblingen im baden-württembergischen Rems-Murr-Kreis zugehöriger Wohnplatz.

## Lage
Kleinhegnach liegt in einem kleinen westlichen Zipfel des Stadtteilgebietes von Neustadt in mittlerer Höhe oberhalb der Rems, einem rechten Zufluss des Neckars. Der Weiler hat sein ursprünglich landwirtschaftlich geprägtes Erscheinungsbild bewahrt.

## Geschichte
Kleinhegnach wird erstmals im Jahr 1350 als Clain Hegenach under dem Holtze erwähnt. Seit 1344 waren Hof und Schloss in Kleinhegnach angeblich ein württembergisches Lehen der von Stammheim, ab 1608 der Schertlin von Burtenbach. Herzog Eberhard Ludwig erlaubte 1694 denen von Gaisberg die Erlaubnis zum Verkauf des Schlosses. Die Beschreibung des Oberamts Waiblingen von 1850 nennt für Kleinhegnach 72 Einwohner im Jahr 1846. Am 1. Januar 1975 wurde der Weiler im Rahmen der Gemeindereform zusammen mit Neustadt in die Stadt Waiblingen eingegliedert.

## Verkehr
Kleinhegnach liegt an einer Straße zwischen Neustadt und der L 1142, die wiederum Waiblingen und Hegnach verbindet. Direkt an Kleinhegnach vorbei verläuft die Bahnstrecke Waiblingen–Schwäbisch Hall-Hessental.

## Sehenswürdigkeiten
Auf einem Geflügelhof bei Kleinhegnach gibt es einen Streichelzoo mit ca. 80 bis 90 Tieren.

## Gastronomie
Beim Haus Nr. 4 befindet sich eine Gartenwirtschaft.